# (54) Александра
(54) Алекса́ндра (лат. Alexandra) — неправильной формы астероид главного пояса, который принадлежит к тёмному спектральному классу C. Он был открыт 10 сентября 1858 года немецким астрономом Германом Гольдшмидтом с помощью 4-дюймового телескопа, расположенного на шестом этаже его квартиры в Латинском квартале Парижа. Один из астероидов, который получил название не по имени одного из мифологических персонажей — назван в честь немецкого исследователя Александра фон Гумбольдта.

Орбита астероида Александра и его положение в Солнечной системе
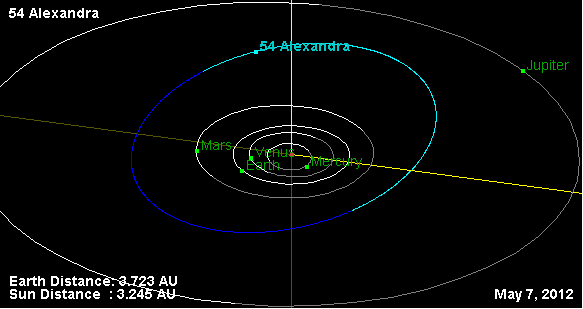
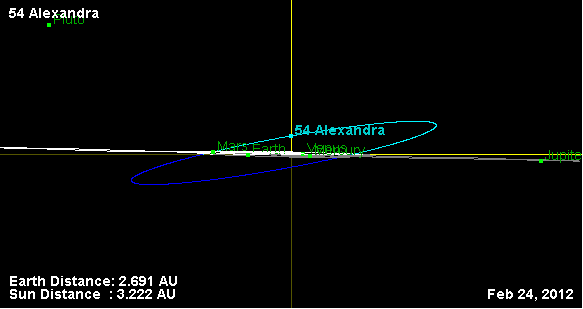

17 мая 2005 года состоялось покрытие астероидом слабой звезды (8,5m), данное событие фиксировалось в ряде мест в США и Мексики. В результате был получен силуэт астероида в форме поперечного сечения неправильного овала с размерами 160 × 135 км (± 1 км).